# Chone murmanica
Chone murmanica är en ringmaskart som beskrevs av Lukasch 1910. Chone murmanica ingår i släktet Chone och familjen Sabellidae. Utöver nominatformen finns också underarten C. m. oculata.